# Best Of (álbum de Andreea Bănică)
Best Of es el primer álbum de recopilación de éxitos de la cantante rumana de pop Andreea Bănică. Es de 2011 e incluye sus sencillos Love In Brasil, Samba y algunas canciones que hacían parte del dúo Blondy. 

## Portada
En su cuenta de Facebook hizo una encuesta, mostrando algunas portadas, la que tuviese más cantidad de "Me gusta" en tiempo determinado, sería esta la portada del disco.

## Lista de canciones
| N.º | Título                  | Duración |
| --- | ----------------------- | -------- |
| 1   | Love in Brasil          | 03:40    |
| 2   | Samba (con Dony)        | 03:15    |
| 3   | Le ri ra                | 03:41    |
| 4   | Hooky Song (con Smiley) | 03:09    |
| 5   | Incredere               | 03:31    |
| 6   | Fiesta                  | 03:42    |
| 7   | Te-am iubit             | 03:48    |
| 8   | Ai gresit               | 04:21    |
| 9   | Randez vous             | 03:31    |
| 10  | Dulce si amar           | 03:23    |
| 11  | Indragostiti            | 03:38    |
| 12  | Dansez                  | 03:32    |
| 13  | Numele Tau              | 04:03    |

Bonus Tracks

| 14 | Samba (Deepside Deejays Remix)    | 05:22 |
| 15 | Love in Brasil (Extended Version) | 05:09 |

- Datos: Q5727222